# Solidago rugosa
Solidago rugosa là một loài thực vật có hoa trong họ Cúc. Loài này được Philip Miller mô tả chính thức lần đầu tiên vào năm 1768.